# Elisabeta de Saxa-Altenburg
Prințesa Elisabeta Pauline Alexandrine de Saxa-Altenburg (26 martie 1826 - 2 februarie 1896) a fost fiica lui Joseph, Duce de Saxa-Altenburg și a soției lui, Ducesa Amelia de Württemberg. Prin căsătorie a devenit Mare Ducesă de Oldenburg.

## Biografie

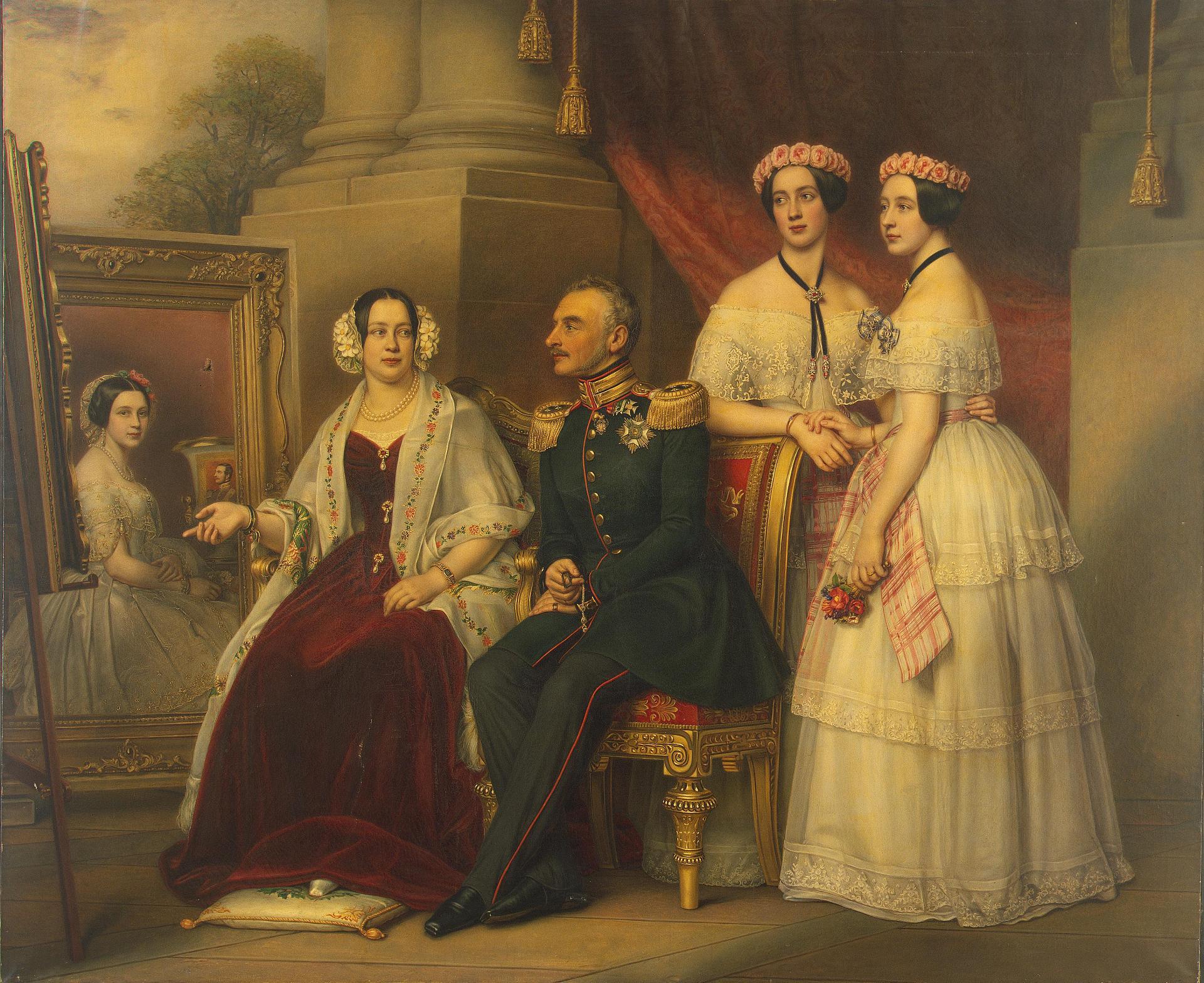
Elisabeta împreună cu părinții și cu sora ei, Alexandra. În portretul din tablou este sora ei mai mare, Maria, 1847-1848.

Elisabeta s-a născut la 26 martie la Hildburghausen. A fost a patra fiică a Ducelui de Saxa-Altenburg, Joseph și a soției lui, Ducesa Amelia de Württemberg. Titlui ei oficial a fost Prințesa Elisabeta de Saxa-Hildburghausen până când familia ei s-a mutat la Altenburg ca urmare a unui transfer de teritorii între diferitele ramuri ale Ernestine Wettins. Elisabeta a luat apoi titlul de Prințesa Elisabeta de Saxa-Altenburg. În 1834, tatăl ei a devenit Duce de Saxa-Altenburg, dar a fost forțat să abdice în urma revoluției civile din cauza naturii conservatoare, anti-reformă a guvernului său în 1848.
Elisabeta și surorile ei (printre care regina Maria de Hanovra (soția regelui George al V-lea de Hanovra) și Marea Ducesă Alexandra Iosifovna a Rusiei (soția Marelui Duce Constantin Nicolaevici al Rusiei) au fost educate de Carl Ludwig Nietzsche, tatăl faimosului filozof Friedrich Nietzsche. Surorile ei inclusiv regina Maria de Hanovra (soția regelui George al V-lea de Hanovra) și Marea Ducesă Alexandra Iosifovna a Rusiei (soția Marelui Duce Constantin Nicolaevici al Rusiei). Prin Alexandra, Elisabeta a fost mătușa reginei Olga a Greciei.
La 10 februarie 1852, Elisabeta s-a căsătorit cu vărul ei de-al doilea Petru, Mare Duce Ereditar de Oldenburg. El i-a succedat tatălui său anul următor ca Mare Duce de Oldenburg iar Elisabeta a devenit Mare Ducesă de Oldenburg. Au avut doi copii.
Elisabeta a murit la 2 februarie 1896. Soțul ei a murit patru ani mai târziu.